# Gabriella Ferri (album 1970)
Gabriella Ferri è il terzo album di Gabriella Ferri, il primo pubblicato dalla RCA nel giugno del 1970.

## Descrizione
Alla sua registrazione hanno partecipato i Cantori moderni di Alessandroni; gli arrangiamenti sono di Piero Pintucci, che dirige anche l'orchestra, tranne per i brani ...E niente (arrangiamento e direzione d'orchestra di Maurizio De Angelis), Scendi notte (arrangiamento e direzione d'orchestra di Luciano Michelini) e Sinno' me moro, Non serve il mare e I Close My Eyes (arrangiamento e direzione d'orchestra di Paolo Ormi).
Dopo aver firmato il nuovo contratto discografico con la RCA Italiana, Gabriella Ferri partecipa al Festival di Sanremo 1969 presentando, in coppia con Stevie Wonder, una canzone con sonorità beat e rhythm'n'blues, scritta dalla Ferri insieme al padre Vittorio ed a Piero Pintucci, intitolata Se tu ragazzo mio, che viene eliminata al primo turno. L'artista non avrebbe più partecipato alla manifestazione.
Il disco comunque è un successo, e la canzone viene reinterpretata da vari altri artisti (come I Camaleonti e Nada): questo spinge la RCA a pubblicare a giugno del 1970 l'album Gabriella Ferri, in cui canzoni più moderne come il brano sanremese si affiancano a brani della tradizione come Ciccio Formaggio; il disco è importante anche per il tentativo di creare una nuova canzone romanesca che si riallacci alla tradizione, ed emblematiche in questo senso sono Sor fregnone, scritta dalla Ferri su una musica di Vittorio Nocenzi (il tastierista del Banco del Mutuo Soccorso), e Sinnò me moro, canzone scritta nel 1961 dal regista Pietro Germi su musica di Carlo Rustichelli per il film Un maledetto imbroglio e cantata dalla figlia di Rustichelli, Alida Chelli (Gabriella l'aveva già incisa nel 1963 con Luisa De Sanctis).
Il disco è stato ristampato in CD nel 2003.

## Tracce
LATO A
1. ...E niente (testo di Vittorio e Gabriella Ferri; musica di Vittorio Nocenzi) - 3:32
2. Se tu ragazzo mio (testo di Vittorio e Gabriella Ferri; musica di Piero Pintucci) - 3:59
3. La luna è lontana (testo di Vittorio e Gabriella Ferri; musica di Vittorio Nocenzi) - 2:56
4. Sinno' me moro (testo di Alfedo Giannetti e Pietro Germi; musica di Carlo Rustichelli) - 3:47
5. Scendi notte (testo di Vittorio e Gabriella Ferri; musica di Vittorio Nocenzi) - 3:32
6. È scesa ormai la sera (testo di Vittorio e Gabriella Ferri; musica di Piero Pintucci) - 3:07

LATO B
1. Sor Fregnone (testo di Vittorio e Gabriella Ferri; musica di Vittorio Nocenzi) - 1:36
2. Ti regalo gli occhi miei (testo di Vittorio e Gabriella Ferri; musica di Piero Pintucci) - 3:17
3. I miei sogni d'amore (testo di Vittorio Ferri (paroliere); musica di Vittorio Nocenzi) - 2:33
4. Ciccio Formaggio (testo di Gigi Pisano; musica di Giuseppe Cioffi) - 3:05
5. Non serve il mare (testo di Vittorio e Gabriella Ferri; musica di Vittorio Nocenzi) - 3:20
6. I Close My Eyes (testo di Vittorio e Gabriella Ferri; musica di Vittorio Nocenzi) - 3:31